# H-Bio
O H-Bio é um processo de produção de óleo diesel desenvolvido pela Petrobras a partir do processamento de óleos vegetais de diversas origens. O H-Bio foi criado pelo engenheiro químico Jefferson Roberto Gomes.
A produção consiste no refino do petróleo misturado com óleo vegetal para a fabricação do óleo diesel. A principal diferença entre o biodiesel tradicional e o H-Bio reside em seus métodos de produção. O biodiesel tradicional é fabricado unicamente com óleo vegetal em instalações dedicadas, e somente após sua produção é que ocorre a mistura ao diesel fóssil pelas companhias distribuidoras. Por outro lado, o H-Bio é gerado através do refino conjunto de óleo vegetal e petróleo bruto, culminando em um único produto final, o H-Bio, que já possui as propriedades equivalentes ao diesel convencional ao sair da refinaria.
Em 2007, a empresa tinha planos de iniciar a comercialização em larga escala no ano seguinte, mas isso não ocorreu, pois a produção do H-Bio foi suspensa devido ao aumento dos preços do óleo de soja, que é a principal matéria-prima do biodiesel. Naquele período, o biodiesel começou a ser integrado na matriz energética brasileira, tornando-se obrigatório em uma proporção de 2% em 2008. Contudo, em 2020, as altas nos preços do óleo de soja afetaram o mercado de biodiesel. Diante disso, o H-Bio da Petrobras ressurgiu como uma alternativa ao biodiesel convencional.

## Vantagens
- A origem e a qualidade do óleo vegetal pouco influencia na produção.
- Resíduos não são gerados no processo de descarte.
- Melhoria da qualidade do óleo diesel resultante.
- Os motores em circulação não precisam de adaptação.
- Redução na emissão de poluentes.[1][5]